# Hełm wz. 31/50

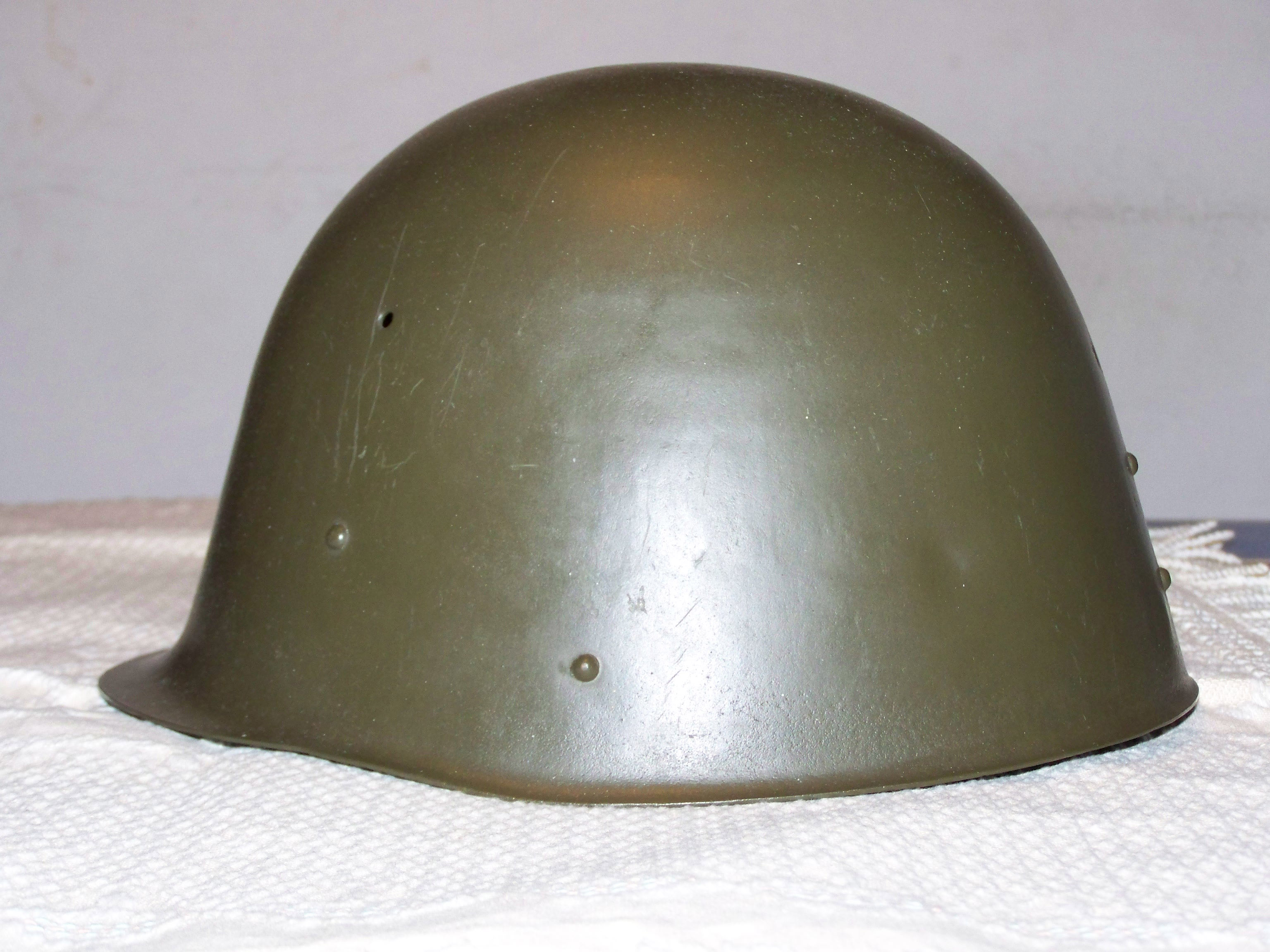
Hełm wz. 31/50 z widocznym charakterystycznym śladem po dodatkowym nicie (lakier gładki typu khaki)

Hełm wz. 31/50 – polski hełm wojskowy, powstały na bazie hełmu wz. 31.

## Historia
Po II wojnie światowej, ze względu na niedobór radzieckich hełmów SSz-40 w Ludowym Wojsku Polskim, postanowiono włączyć na wyposażenie ocalałe egzemplarze przedwojennych hełmów wz. 31. Hełmy poddano modyfikacjom, wyposażając je w nowe i często zróżnicowane fasunki mocowane dodatkowymi nitami oraz stosując nowe gładkie malowanie. Tak powstały hełm przyjęto na wyposażenie jako wz. 31/50, wykorzystując przy jego produkcji głównie egzemplarze wz. 31 z 1939 r. bądź niewykończone dzwony odnalezione w znacznych ilościach na polu składowym Huty „Ludwików”. W większości hełmy te nie miały charakterystycznego dla wz. 31 nitu kontroli technicznej.
Hełmy wz. 31/50 były malowanie na gładko w kolorze khaki (dla wojska) lub na niebiesko dla OC. Hełmy wz. 31/50 znajdowały się również sporadycznie na wyposażeniu różnych polskich organizacji paramilitarnych. Na bazie wz. 31/50 stworzono również hełm przeznaczony dla straży pożarnej, wyposażony w grzebień i często malowany na kolor czarny.